# Okafor's Law
Okafor's Law es una película de drama y comedia romántica nigeriana de 2016 escrita, dirigida y producida por Omoni Oboli. Está protagonizada por Blossom Chukwujekwu, Omoni Oboli, Toyin Aimakhu, Gabriel Afolayan, Ufuoma McDermott, Richard Mofe Damijo, Tina Mba, Kemi Lala Akindoju y Ken Erics.

## Sinopsis
Pueden hombres y mujeres ser solo amigos?. Chucks (Blossom Chukwujekwu), apodado por sus amigos Terminator, es un hombre apasionado que intenta demostrar a sus amigos que la amistad entre un hombre y una muje es imposible. Para ello debe volver a seducir a tres mujeres: Ify (Ufuoma Ejenobor), Tomi (Toyin Abraham) y Ejiro (Omoni Oboli).

## Elenco
- Blossom Chukwujekwu como Chuks Okafor (también conocido como Terminator)
- Toyin Abraham como Tomi Tijani
- Omoni Oboli como Ejiro
- Gabriel Afolayan como Chuks (también conocido como Bautista)
- Ken Erics como Chuks (también conocido como Zorro)
- Ufuoma Ejenobor como Ify Omene
- Richard Mofe-Damijo como Mr.Onome
- Tina Mba como mamá
- Kemi Lala Akindoju como Onome
- Mary Lazarus como Kamsi
- Halima Abubakar como Cassandra
- Yvonne Jegede como Toyin

## Producción y lanzamiento
La película se rodó en localizaciones de Ikorodu, estado de Lagos.
Se estrenó el 12 de septiembre de 2016 en el Festival Internacional de Cine de Toronto, Canadá. También se programó proyectarse el 10 de noviembre en el Festival Internacional de Cine de Estocolmo, Suecia.

## Controversia
Tras presentarse en el Festival Internacional de Cine de Toronto 2016, Okafors Law fue acusada como supuesto robo de propiedad intelectual por Jude Idada, un escritor, quien afirmó ser el dueño de la historia de la película; y haber escrito parte del guion; todo sin el crédito o la remuneración adecuados. El 24 de marzo de 2017, durante el estreno de la película, se dictó una orden judicial que impidió que se proyectara en ese momento, además de futuras proyecciones. Sin embargo, la medida cautelar se levantó en el tribunal el 30 de marzo de 2017, debido a la falta de pruebas suficientes para justificar la suspensión del estreno, permitiéndose el mismo en la fecha prevista, 31 de marzo, a la espera de la conclusión de las actuaciones judiciales.